# مفتاو يارو
مفتاو يارو (بالفرنسية: Mouphtaou Yarou)‏ مواليد 26 يونيو 1990 في بنين، هو لاعب كرة سلة بنيني. بدأ مسيرته الاحترافية في سنة 2013. يلعب في الدوري الفرنسي لكرة السلة الدرجة الأولى كلاعب وسط. يحمل الرقم 13. يبلغ طوله 6 قدم 9 بوصة (2.1 م). لعب مع نادي رادنيتشكي كراغوييفاتس لكرة السلة ولو مان سارت باسكت.

## روابط خارجية
- مفتاو يارو على موقع الدوري الأوروبي لكرة السلة (الإنجليزية)
- مفتاو يارو على موقع كرة السلة الأوروبية.كوم (الإنجليزية)
- مفتاو يارو على موقع DraftExpress.com (الإنجليزية)
- مفتاو يارو على موقع كلية كرة السلة في سبورتس رفرنس.كوم (الإنجليزية)
- مفتاو يارو على موقع ريلجم (الإنجليزية)
- مفتاو يارو على موقع بروبوليرز (الإنجليزية)
- مفتاو يارو على موقع سبورتس رفرنس (الإنجليزية)